# Монтополи ди Сабина
Монто̀поли ди Сабѝна (на италиански: Montopoli di Sabina) е малко градче и община в Централна Италия, провинция Риети, регион Лацио. Разположено е на 331 m надморска височина. Населението на общината е 4274 души (към 2010 г.).